# Helmut Legal
Helmut Rüdiger Legal (* 7. März 1940 in Breslau) ist ein deutscher Orthopäde und Träger des Bundesverdienstkreuzes am Bande.

## Werdegang
Legal wurde als Sohn von Wilhelm Legal, Chefarzt in der Orthopädischen Abteilung des Allerheiligenhospitals in Breslau sowie der Orthopädischen Klinik Kutzenberg, und Else (geborene Schneider) geboren. Sein Großvater, Hans Legal, war ebenso wie sein Vater Chefarzt am Hospital in Breslau. Seit 1971 ist er mit Martha, geborene Schlierf, verheiratet. Sie haben zwei Söhne.
Er besuchte im Rahmen eines Internatsaufenthaltes das Gymnasium in Bad Windsheim und später das Meranier-Gymnasium Lichtenfels, wo er 1959 die Hochschulreife erlangte.
Im Wintersemester 1959/60 nahm er das Medizinstudium an der Friedrich-Alexander-Universität Erlangen-Nürnberg auf und trat der schlagenden Studentenverbindung Landsmannschaft Saxo-Guestphalia bei. Es folgte ein Studienaufenthalt an der Universität Hamburg, wo er zusätzlich in die Studentenverbindung seines Vaters, die Landsmannschaft Suevia Jena-Breslau zu Hamburg, eintrat. Es folgte ein Studienaufenthalt an der Universität Innsbruck, anschließend kehrte er nach Erlangen zurück, wo er für mehrere Semester neben der Medizin im Doppelstudium auch evangelische Theologie studierte. 1966 legte er an der Universität Erlangen-Nürnberg das medizinische Staatsexamen ab und promovierte mit einer Arbeit über „Die funktionell-antibiotische Behandlung der synovialen und vorwiegend synovialen Kniegelenkstuberkulose“. Die Arbeit befasste sich mit einer neuen Behandlungsmethode der Kniegelenkstuberkulose, die seit 1947 an der Orthopädischen Abteilung des Bezirkskrankenhauses Kutzenberg, die anfangs vorwiegend mit Tuberkulosepatienten belegt war, entwickelt worden war.
Die Medizinalassistentenzeit absolvierte Helmut Legal an verschiedenen bayerischen Krankenhäusern und erhielt 1968 von der Bayerischen Landesärztekammer die Bestallung als Arzt.
Ab November 1968 war er wissenschaftlicher Assistent an der Chirurgischen Klinik der Universität Erlangen in den Abteilungen Unfallchirurgie unter der Leitung von Heinrich Beck sowie der Hand- und Plastischen Chirurgie unter Jürgen Geldmacher. Ab 1971 war er wissenschaftlicher Assistent an der Orthopädischen Universitätsklinik Erlangen unter der Leitung von  Dietrich Hohmann, bis er 1975 die Anerkennung als Facharzt für Orthopädie erhielt.
1975 wurde er zum Oberarzt an der Orthopädischen Universitätsklinik Erlangen ernannt, später war er zusätzlich als Leiter der Orthopädischen Poliklinik tätig. 1977 habilitierte er sich an der Universität Erlangen-Nürnberg für das Fach Orthopädie mit der Habilitationsschrift „Biomechanische Analyse des Hüftgelenks. Ein Beitrag mit besonderer Berücksichtigung der Druckberechnung und der klinischen Anwendung“. Die Arbeit befasste sich mit einer bis dahin nicht bekannten realistischen Berechnungsmethode zur individuellen Erfassung der Belastung und des Gelenkdruckes im menschlichen Hüftgelenk. Sie war in der Folgezeit Grundlage für die Betrachtung von operativen Therapiemaßnahmen bei der Hüftgelenksdysplasie bzw. Dysplasiecoxarthrose des Erwachsenen.
1978 erhielt Helmut Legal an der Universität Erlangen die Lehrbefugnis für das Fach Orthopädie unter Ernennung zum Privatdozenten, 1980 wurde er unter Berufung in das Beamtenverhältnis auf Lebenszeit zum Professor ernannt.
1987 wurde er vom Bezirk Unterfranken zum Ärztlichen Direktor und Leitenden Medizinaldirektor am Orthopädischen Krankenhaus Schloss Werneck berufen, was er bis zu seiner Emeritierung innehatte.

## Ehrenamt
Helmut Legal bekleidete während seines Studiums verschiedene Führungsämter in seinen beiden Studentenverbindungen. Bei der Fusion seiner beiden Verbindungen zur Landsmannschaft Saxo-Suevia Erlangen war er maßgeblich beteiligt.
1997 war Helmut Legal neben Wolfgang Graf zu Castell-Castell und Ulf Klausenitzer Mitbegründer des Vereins Yehudi Menuhin Live Music Now in Franken.
Legal ist Mitglied im Deutsch-Polnischen Freundeskreis für Orthopädie und Traumatologie e.V., Verband leitender Krankenhausärzte Deutschlands e.V., Verband leitender Orthopäden und Unfall-Chirurgen, im Berufsverband der Fachärzte für Orthopädie und Unfallchirurgie sowie in der Deutsch-Polnischen Gesellschaft der Universität Breslau.

## Werk
Neben der praktischen klinischen Tätigkeit in der gesamten operativen und konservativen Orthopädie und Traumatologie wurden wissenschaftliche Schwerpunkte gesetzt auf dem Gebiet der degenerativen Gelenkerkrankungen und der Orthopädischen Rheumatologie, der Biomechanik der Gelenke, der Endoprothetik, der orthopädischen Erkrankungen der Hand sowie der Kinderorthopädie.

## Auszeichnungen und Ehrungen
- 2004: Ehrenmitglied der Landsmannschaft Saxo-Suevia im Coburger Convent zu Erlangen
- 2008: Bundesverdienstkreuz am Bande für seine wissenschaftlichen Verdienste sowie ehrenamtlichen Engagements[3]

## Veröffentlichungen (Auswahl)
- Die funktionell-antibiotische Behandlung synovialer und vorwiegend synovialer Kniegelenkstuberkulosen (= Promotionsschrift), Erlangen 1966.
- mit Jürgen Geldmacher, E. Brug: Results of Denervation of the Wrist and Wrist Joint by Wilhelm's Method. In: The Hand. Band 4, Nr. 1, 1972.
- Biomechanische Analyse des Hüftgelenks. Ein Beitrag mit besonderer Berücksichtigung der Druckberechnung und der klinischen Anwendung (= Habilitationsschrift), Erlangen 1977.
- Leistungsfähigkeit und Grenzen gelenkerhaltender Eingriffe an der Hüfte. In: Münchener medizinische Wochenschrift. 119 Jg., Nr. 50, 1977.
- mit H. Ruder: Zur biostatischen Analyse des Hüftgelenks. In: Zeitschrift für Orthopädie. 115 Jg., 1977.
- mit H. Ruder, M. Reinicke: Zur biomechanischen Analyse des Hüftgelenks II. In: Zeitschrift für Orthopädie. 116 Jg., 1978.
- mit K. Gruber, H. Ruder: Biomechanische Analyse der Bewegungsabläufe an der unteren Extremität. I. Beschleunigungen. (). In: Zeitschrift für Orthopädie. 120 Jg., 1982.
- mit Dietrich Hohmann: Application of Titanium Alloys for Orthopaedic Surgery. In: Titanium, Science and Technology. Band 2, München 1984.
- Einführung in die Biomechanik des Hüftgelenks. In: Dietrich Tönnis (Hrsg.): Die Hüftgelenksdysplasie und Hüftgelenksluxation im Kindes- und Erwachsenenalter. Berlin u. a. 1984.